# Pteroceras compressum
Pteroceras compressum là một loài thực vật có hoa trong họ Lan. Loài này được (Blume) Holttum miêu tả khoa học đầu tiên năm 1960.